# خاتم سليمان (مسلسل)
خاتم سليمان مسلسل مصري تم بثه لأول مرة خلال رمضان 2011.

## القصة
تدور قصة المسلسل حول شخصية جراح كبير عبقرى يدعى سليمان الذي يجسد شخصيته خالد الصاوى وذى شخصية بسيطة وعفوية، ويعانى سليمان من ضغوط شديدة مما تعرضه لمفارقة درامية خطيرة، وتعمل على تغيير مجرى حياته، والعمل يقدم مهنة الطب في شكل مختلف عما قدم من قبل في الدراما التليفزيونية

## الشخصيات الرئيسية
- خالد الصاوي: د. سليمان العريني
- رانيا فريد شوقي: د. شاهيناز رستم
- فريال يوسف: الصحفية ملك يونس
- شدى جودت: شهد سليمان العريني
- رشوان توفيق
- مفيد عاشور
- محسن منصور: كليانتي بلطجي
- حسن العدل
- مجدي بدر: شريف أخو شاهيناز
- تيسير عبد العزيز عبير فاروق صحفية
- أحمد هاني: طارق الشاذلي رئيس النيابة
- حمدي هيكل

- أحمد منير - مصطفى طلبة - ممدوح مداح - محمد السعدني - تميم عبده - يحيي أحمد - بهجت عدلي - خالد طلعت - عمرو صلاح قابيل - فهمي الخولي - طارق النهري - محمد مرزبان - عبد السلام الدهشان - محمود طوبار - إيمان إمام - شيماء بدوي - مجدي البنداري - فيفي السباعي - عبد الحميد سند - أحمد رزين - شذا جودت: شهد بنت سليمان - إسلام حسن - رشا محمد جابر - محمد عامر - مدحت قاسم - هالة صلاح - حمدي ندا - إيما عاكف - ندا شوقي - جيهان أنور - ريهام الدسوقي - هند فتحي - شيماء عباس - ريم يوسف - أشرف أمين - طلعت الشريف - شاهيناز عاشور - مجدي البنداري - نانا الإبياري - عزة جودة - علي حمدي - أحمد عبد الله - عادل فؤاد - إبراهيم السمان - عبد المنعم المرصفي - جمال يوسف - سمر عبد الوهاب - محمد طلعت - بهجت السمري - مصطفى سعيد - سمير الحكيم - سامر المنياوي - محمد الحناوي - أحمد زكريا - مصطفى أبو سريع - إسامة استقلال - محمد قشطة - حسام يونس - مريم سعيد صالح - حسام رسلان - رشا معروف - نيرة عارف - سعاد الهواري - نجلاء شعير - شوقي المغازي - فهمي سعيد - علي الطيب - مجدي شاكر - إيناس أمين - نورا سعفان - سمية كاشر

## كلمات تتر
```
عاشق سارح في الملكوت ميهموش العمر يفوت
```

```
يدفع في الحرية حياته لو اتكتف للحظه يموت
```

```
قلبه بيبرق زي الماس ولا يملك غير الإحساس
```

```
غرقان في جروحه وآلامه وبيداوي في جروح الناس
```

```
بايع قلبه للي يحبه ومعندوش للحب شروط
```

```
عاشق سارح في الملكوت ولو اتكتف للحظه يموت
```

```
طير في السما وملوش عنوان وفي ايده خاتم سليمان
```

```
كان عايز من الضحكة يغير ويتوه كل الأحزان
```

```
عاش الحلم كأنه حقيقه وافتكر ان الدنيا بريئه
```

```
من طيبته سلم لحبيبته وحبيبته بتبيع في دقيقه
```

```
فوق واتحرر من اوهامك العمر بيخلص قدامك
```

الطير مش هيطير في جهنم ومفيش سمكة بتعشق حوت